# SMS Kronprinz (1867)
El SMS Kronprinz fue un ironclad construido para la armada prusiana entre 1866 y 1867. El Kronprinz fue puesto en grada en 1866 en los astilleros Samuda Brothers de Cubitt Town, Londres. Fue botado en mayo de 1867 y asignado en la Armada de Prusia ese mismo mes de septiembre, debiendo de cambiar su pabellón el 1 de octubre al de la Confederación Alemana del Norte. El buque, fue el cuarto ironclad ordenado por la armada prusiana tras los SMS Arminius, SMS Prinz Adalbert, y SMS Friedrich Carl, aunque entró en servicio antes que el Friedrich Carl. El Kronprinz fue construido como fragata blindada, armado con una batería de dieciséis cañones de 210 mm, y algunos cañones menores que fueron añadidos a lo largo de su carrera.
El Kronprinz entró en acción de manera limitada durante la Guerra Franco-Prusiana  entre 1870 y 1871. Los problemas tanto en sus máquinas, como en las de los otros dos ironclad de su escuadra, evitaron las operaciones contra la flota de bloqueo francesa. Únicamente se realizaron dos salidas en las que participó el Kronprinz sin que llegara a entablarse combate en ninguna de ellas. Tras la guerra, el buque sirvió en la nueva Armada Imperial hasta que fue convertido en buque escuela para el personal de calderas en 1901. Finalmente, el buque fue desguazado en 1921.

## Diseño

### Características generales y maquinaria
Kronprinz tenía una eslora a nivel de la línea de flotación de 88,2 m, y una eslora máxima de 89,44 m. Su manga era de 15,2 m, con un calado máximo de 7,85 m a popa. El buque, estaba diseñado para desplazar 5767 t con carga normal, que subían hasta las 6760 t con carga de combate. Su casco, estaba construido sobre un armazón de hierro longitudinal y transversal. Poseía nueve compartimentos estancos y un doble fondo que cubría el 43 % de la eslora del buque. El buque, mostraba unas excelentes capacidades marineras, y respondía bien al timón, pero tenía un radio de giro muy amplio. Su tripulación, estaba compuesta por 33 oficiales y 508 suboficiales y marineros. El Kronprinz portaba una pinaza, dos cuters, dos yolas, y un bote.
El aparato motriz del buque, fue construido por J. Penn & Sons de Greenwich, Inglaterra. Se trataba de una máquina de vapor horizontal de dos cilindros y simple expansión. Dicha máquina, accionaba una hélice de dos palas y ø6,5 m. Estaba dotado de ocho calderas con cuatro hornos por cada una, y divididos en dos cuartos de calderas. Las calderas, suministraban vapor a la máquina a una presión de 2 atmósferas, lo que permitía una potencia de 4500 ihp y una velocidad máxima teórica de 13,5 nudos, sin embargo, durante sus pruebas de mar, el Kronprinz fue capaz de alcanzar los 4870 ihp y 14,7 nudos. El buque, tenía una capacidad de carga de combustible de 646 t de carbón, lo que le permitía una autonomía de 3200 mni a una velocidad de crucero de 10 nudos y de 1730 mni a 14 nudos. Estaba dotado de un aparejo tipo barca, con una superficie de velamen de 1,980 m² que suplementaba a la máquina. La dirección estaba controlada por un único timón.

### Armamento y blindaje
Originalmente el Kronprinz estaba equipado con treinta y dos cañones de anima rayada de 72 libras. Tras ser entregado a Alemania, estos fueron reemplazados por dos cañones de 210 mm L/22 y otros catorce de 210 mm L/19. Los cañones L/22, podían disparar con una elevación que oscilaba entre los −5 º y los 13 º, lo que le daba un alcance máximo de 5900 m. los más cortos L/19 tenían un rango de elevación comprendido entre −8 hasta los 14.5 º, pero la menor longitud de la caña, lo dotaba de una menor velocidad de salida del proyectil, lo cual, reducía el alcance máximo del cañón hasta los 5200 m. Los dos tipos de cañones, disparaban el mismo tipo de munición, con un suministro total de 1656 proyectiles a bordo. Los catorce cañones  L/19, estaban colocados en una batería central a mitad del buque, siete a cada banda. Los cañones L/22 estaban colocados en los extremos del buque. Al final de su carrera, se le añadieron cinco cañones revólver y cinco tubos lanzatorpedos de 350 mm. Dos de los tubos fueron colocados a proa, otros dos uno a cada banda y uno a popa en el lado de babor. Todos ellos estaban colocados sobre la línea de flotación y tenían una dotación de 12 torpedos.
El blindaje del  Kronprinz  consistía en  hierro forjado colocado sobre placas de  teka. El hierro a la altura de la línea de flotación, tenía un espesor que oscilaba desde los 76 mm a popa, hasta los 124  a mitad del buque, reduciéndose hasta los 144 mm en la proa. El cinturón blindado, se situaba sobre placas de teka de 254 mm de espesor. La bacteria central, estaba protegida con placas de hierro de entre 114 y 121 mm apoyadas sobre 254 mm de madera. La batería, estaba también protegida por una cubierta de hierro de  9 mm.

## Historial de servicio
El Kronprinz fue puesto en grada en 1866 en los astilleros Samuda Brothers de Londres. El arquitecto naval británico Edward Reed diseñó el buque, que resultaba similar a su contemporáneo prusiano de fabricación francesa SMS Friedrich Carl. El buque, fue botado el 6 de mayo de 1867 y dado de alta en la armada de Prusia cuatro meses después, el 19 de septiembre de 1867. En su viaje desde Inglaterra a Prusia, el buque perdió su mástil mayor durante una tormenta. El buque, fue inmediatamente llevado a dique seco, donde fue reparado el mástil, y donde fue sustituido el armamento que portaba inicialmente.
Al inicio de la Guerra franco-prusiana en 1870, debido su manifiesta inferioridad numérica la armada prusiana asumió un rol defensivo ante el bloqueo naval al que fue sometido por la marina francesa. El Kronprinz junto a los ironclads de batería lateral SMS Friedrich Carl y  SMS König Wilhelm, junto al pequeño ironclad SMS Prinz Adalbert, habían entrado en el Canal de la Mancha antes de la declaración de guerra por parte de Francia; habían zarpado de  Plymouth el 10 de julio con la intención de navegar hasta Faial en las islas Azores. Sin embargo, al entrar en puerto el día 13, recibieron noticias del incremento de las tensiones entre Francia y Prusia. Los buques retornaron a Wilhelmshaven inmediatamente, a donde arribaron el 16 de julio. Francia declaró la guerra a Prusia tres días después, el 19 de julio. Los buquez Kronprinz, Friedrich Carl, y König Wilhelm fueron concentrados en el mar del norte en el puerto de Wilhelmshaven. A ellos, se le unió el buque-torre SMS Arminius, que había estado estacionado en Kiel. Durante el conflicto, el buque estuvo al mando del capitán Reinhold von Werner.
A pesar de la superioridad naval francesa, la marina francesa había llevado a cabo una insuficiente planificación para un asalto a las instalaciones navales de Prusia, llegando a la conclusión de que esto solo sería posible con la ayuda de Dinamarca, lo cual, no llegó a producirse. Los cuatro buques prusianos, bajo el mando del vicealmirante Jachmann, realizaron una salida ofensiva en agosto de 1870 en el perímetro del  banco Dogger, pero no encontraron a los buques de guerra franceses. El Kronprinz y los otros dos ironclads de formación lateral, sufrían de problemas crónicos con sus maquinarias, lo cual dejaba la mayor parte de tiempo al Arminius como el único buque disponible para realizar operaciones. El Kronprinz, Friedrich Carl, y König Wilhelm permanecieron la mayor parte del conflicto en la isla de Wangerooge, mientras que el Arminius estaba estacionado en la desembocadura del río Elba. El 11 de septiembre, de nuevo los tres ironclads estuvieron listos para realizar una operación mayor, uniéndoseles de nuevo el  Arminius para partir al Mar del Norte. De nuevo no encontraron oposición, ya que la marina francesa, había regresado a Francia.
Lor problemas con la maquinaria del buque, fueron continuos a lo largo de toda su vida operativa. Las máquinas del Kronprinz, se averiaron durante las maniobras de la flota de mayo de 1883. Dos de las otras tres fragatas blindadas alemanas, también sufrieron averías, lo que obligó a cancelar las maniobras. En 1885, se le instalaron redes antitorpedos, que le fueron retiradas en 1897. El buque, permaneció en activo hasta el 22 de agosto de 1901, cuando fue dado de baja. Fue reconstruido en los astilleros imperiales de Kiel ese mismo año. El sistema de propulsión fue modernizado, retirándose las ocho calderas J Penn & Sons, que fueron substituidas por dos calderas Dürr y otras dos Thornycroft. Su aparejo, fue reducido hasta los 1409 m². Tras su reconstrucción, el Kronprinz sirvió como buque de entrenamiento para el personal de máquinas con base en Kiel. El buque, fue finalmente vendido a una firma de desguaces navales de Bonn el 3 de octubre de 1921 por 5 000 000 de marcos. El Kronprinz fue desguazado en Rendsburg-Audorf a finales de ese año.

### Listas relacionadas
• Buques de la Kaiserliche Marine
• Buques blindados